# Samson Idiata
Samson Idiata, né le 23 janvier 1988, est un athlète nigérian spécialiste du saut en hauteur et du saut en longueur.

## Biographie
Il remporte une médaille de bronze aux Jeux africains de 2003, finit cinquième des championnats d'Afrique d'athlétisme 2006. 
Il se reconvertit au saut en longueur, et finit huitième du Championnats d'Afrique d'athlétisme 2010.
En 2015, il termine en tête du concours de saut en longueur aux Jeux africains de Brazzaville devant le Sénégalais Ndiss Kaba Badji. Il est cependant contrôlé positif au clenbutérol au cours de cette compétition, et voit donc son titre lui être retiré, de plus, il écope d'une suspension de 4 ans, soit jusqu'au 15 septembre 2019.

### Palmarès
| Date | Compétition            | Lieu      | Résultat | Épreuve  | Performance |
| ---- | ---------------------- | --------- | -------- | -------- | ----------- |
| 2003 | Jeux africains         | Abuja     | 3e       | Hauteur  | 2,10 m      |
| 2006 | Championnats d'Afrique | Bambous   | 5e       | Hauteur  | 2,15 m      |
| 2010 | Championnats d'Afrique | Nairobi   | 8e       | Longueur | 7,51 m      |
| 2014 | Championnats d'Afrique | Marrakech | 5e       | Longueur | 7,78 m      |

### Records
| Épreuve          | Performance | Lieu                  | Date            |
| ---------------- | ----------- | --------------------- | --------------- |
| Saut en longueur | 8,00 m      | Castellón de la Plana | 23 mai 2013     |
| Saut en longueur | 2,15 m      | Hyderabad             | 30 octobre 2003 |